# الغ‌بک بقایف
اولوگ بک بقایف ( ازبکی: Улуғбек Бақоев, Ulug`bek Baqoyev، متولد ۲۸ نوامبر ۱۹۷۸) مربی فوتبال ازبکستانی است.